# 第47屆金馬獎
第47屆金馬獎是2010年台灣與華語電影業界的年度盛事之一，表揚2010年度傑出華語電影與電影人。頒獎典禮於台灣時間11月20日晚上7時在桃園縣桃園市的多功能展演中心舉行，由蔡康永、小S擔任主持人。該屆頒獎典禮由臺灣電視公司執行製播、台視頻道全程實況轉播，本屆金馬獎也是首次在中國大陸電視台首播。

## 舉辦過程
- 本屆金馬獎入圍名單於10月1日傍晚揭曉。
- 10月18日桃園縣縣長吳志揚宣佈下正式啟動。
- 本屆金馬影展年度形象廣告由導演鈕承澤、柯一正、吳念真、侯孝賢與納豆共同擔綱演出。
- 本屆主持人蔡康永和小S（打扮成納美人），以及星光大道主持人阿Ken和納豆拍攝的宣傳短片，分別自11月6日起播出。
- 本屆金馬獎表演嘉賓由蕭亞軒、（譚詠麟+Mr.）（演唱多首歷年電影主題曲）共同擔綱演出。

## 評選過程

### 入選過程
談到今年的金馬遺珠，聞天祥表示，《艋舺》趙又廷、《一页台北》郭采潔在新演员项目里都有讨论。女主角方面，《得閒炒飯》吳君如、《決戰剎馬鎮》林志玲都有被讨论；有評審建議將《決戰剎馬鎮》林志玲轉提名最佳女配角，可惜以一票之差落榜。男主角方面，《決戰剎馬鎮》孫紅雷也在最後一輪失利。

### 決選過程
有王學圻參與的表演獎項爭奪，他都會被視為大熱門，金馬影帝頒出之前，儘管他缺席頒獎禮，但仍是最被看好的一位。但在評審過程中，普遍被認為演技好的王學圻在首輪只得兩票陪末座，阮經天完全不是爆冷的角色。並不是說王學圻比其他人演得差，評審更認同的是演員個人的突破，評審團主席黃建業評價王學圻演技爐火純青，但戲分未能盡情發揮，倪大紅因作品風格讓表現受限，秦昊散發出超越外表的微妙吸引力。黃建業認為通過《艋舺》的演出，阮經天證明他不只是一個偶像，“片末被偷襲、剎那間的回眸神情複雜度被詮釋得淋漓盡致，更在容易流於誇張、木訥的情緒中，交出了不落俗套且極有深度的表情，相較于片中同輩演員更令人驚艷。小天贏在他的表現、對角色成熟的理解度。結果阮經天以7票贏過秦昊的4票、倪大紅的4票排在首位。次輪評選，王學圻的兩票無懸念地轉投阮經天，使他得以票過半數而當選影帝。
呂麗萍憑《玩酷青春》入圍最佳女主角，封後同樣是當晚一大冷門。《唐山大地震》徐帆在媒體預測的呼聲最高，不過她跟王學圻一樣很早出局。評審焦點落在呂麗萍與張艾嘉身上，在勢均力敵的態勢下呂麗萍以一票險勝。雖然徐帆在《唐山大地震》中哭到肝腸寸斷，但未能打動金馬評審的心，因而迅速被排除在考慮範圍之外。《月滿軒尼詩》的湯唯表現不俗，但也許因為影片是愛情小品的關係，在評審心中未夠分量，二輪後也退出了爭奪。
金馬獎最佳導演頒給《第四張畫》鐘孟宏時，不少人為張作驥導演的《當愛來的時候》在爭奪最佳影片上捏一把汗。電影頒獎禮上最佳電影和最佳導演由不同電影獲得，這種情況並不多見，也可以看成是評審在兩難抉擇下的平衡之舉。陳德森的《十月圍城》瑕瑜互現，在最佳影片評審中一早出局並不令人意外。
郝蕾以《第四張畫》拿下最佳女配角，她在片中戲份雖不多，但作為配角，她出現的每場戲都表現亮眼，獲得評審團的多數人認同。
吳朋奉在《父後七日》裡的演出深入角色精髓，又以通俗的表現方式貼近觀眾，因而獲獎。謝霆鋒在《十月圍城》的表現雖受肯定，但只能嘆對手表現更優異。
最佳劇情片為《第四張畫》與《當愛來的時候》之爭。評審團從劇本開始仔細審查各環節，評審認為《第》片挑戰敏感話題的勇氣及呈現出來的旺盛生命力十分值得鼓勵；《當》片展現了堅毅及奔放力，同時精準呈現出家族情感與倫理關係的複雜度。最終兩片各獲最佳導演及最佳劇情片，實力差距極小。 《十月圍城》在最佳劇情片投票時，也並非第一輪就出局。 ”

## 入圍暨得獎名單
下列之標記為該獎項之得獎者。
壹、影片獎項

### 最佳動畫長片
入圍從缺
貳、個人獎項

### 最佳原創電影歌曲
參、特別獎項

### 年度台灣傑出電影工作者
肆、非正式競賽

## 多項提名
多項提名電影
- 14項《當愛來的時候》
- 9項《十月圍城》
- 7項《第四張畫》
- 6項《父後七日》
- 5項《通天神探狄仁傑》
- 4項《艋舺》與《透析》與《春風沉醉的夜晚》
- 3項《唐山大地震》
- 2項《街舞狂潮》與《台北星期天》與《第36個故事》與《有一天》與《碧羅雪山》
- 1項《藝霞年代》與《粉墨登場》與《團圓》與《玩酷青春》與《額吉》與《維多利亞壹號》與《葉問2》與《決戰剎馬鎮》與《觀音山》與《打擂台》與《月滿軒尼詩》與《前度》與《志明與春嬌》與《茱麗葉》與《戀愛通告》與《戀人絮語》與《簡單作業》與《馬嘎巴海》與《墨綠嫣紅》與《休學》

### 得獎統計
終身成就紀念獎、特別貢獻獎不列入統計。
- ：《當愛來的時候》、《第四張畫》
- ：《艋舺》
- ：《父後七日》、《春風沉醉的夜晚》
- ：《茱麗葉》、《十月圍城》、《通天神探狄仁傑》、《台北星期天》、《玩酷青春》、《葉問2》、《透析》、《第36個故事》、《馬嘎巴海》、《街舞狂潮》。

## 評審名單
評審團主席:黃建業
老嘉華、何平、李富雄、姜秀瓊、朗天、陳樂融、曾壯祥、楊力州、廖本榕、葉童、郭力昕、舒琪、寧浩、譚家明、白睿文、張元。

## 新聞爭議
- 金馬獎才結束，爭議陸續出現，先是傳出得獎名單在當晚典禮進行時即流出，接著影帝入圍者大陸演員王學圻的經紀人穆曉光，又因未即時告知大會王學圻沒來、自己卻帶助理住進大會特別安排給王學圻的房間及消費問題而和金馬執委會起爭執。
- 關於名單外洩一事，傳言有噗友早了數小時在噗浪上公布幾個名單，金馬執委會上噗浪和PTT查詢，遍尋不著，有可能是噗友Po文後自行刪除或是誤傳。金馬執委會對此展開檢討，強調頒獎典禮現場的反應看不出有入圍者或觀禮者先得知結果，而且唯一率先知道名單的只有評審及四大報的記者代表，下屆將對得獎名單有更嚴格的保護。
- 歌手彭佳慧擔任金馬獎表演嘉賓，演唱英文老歌，為已故電影人獻唱致意，沒想到整段演出，導播只給了她一秒鐘的畫面，電視轉播只能看到追思逝世電影人的紀念影片。彭佳慧事後得知感到相當失落。台視發言人周法勛坦承11月19日彩排時即得知會有這種狀況，金馬執委會表示每位逝世影人的片段只有五秒左右，採排時有要求影片必須完整放映，但如何在保持影片完整性之餘還能顧及表演者的畫面安排，則是製播單位的權責，當時台視總監亦表示交給他們負責即可，執委會也對結果表示遺憾。

## 收視率
- 平均收視率3.5，15到44歲有效收視達3.56，總收視人口數448萬2000，創下5年來金馬獎轉播收視紀錄，若再加計非凡電視同步轉播的收視人口數，更創下總人口數658萬的成績。最高收視5.63，落在新科影帝阮經天獲獎時；同樣受矚目的最佳女主角獎公布得獎者為呂麗萍時，也獲得5.3的高收視率。小S故意與名模林志玲比美，創下當晚第3高收視4.93。

## 追思逝世影人
本年度金馬獎的追思逝世影人單元，名稱為「向逝世影人致敬」，由張作驥擔任引言人，並由彭佳慧演唱《Wind Beneath My Wings》（乘風展翅）。以下是追思影人的名單（按影片中出現順序列出）：

| - 邱秀敏——演員。 - 王天林——導演、演員。 - 張沖——演員、導演。 - 辛奇——導演、編劇、製片。 - 狄娜——演員。 - 賈宏聲——演員。 - 張雨田——發行、製片。 - 張曾澤——導演。 - 洪一峰——演員、歌手。 | - 黃秋田——演員、歌手。 - 張龍——演員。 - 方盈——演員、美術、造型。 - 賈魯石——演員。 - 孫嵐——演員。 - 歐陽莎菲——演員。 - 尹志強——演員。 - 郎承林——道具。 - 葛香亭——演員。 |

## 外部連結
- 第47屆金馬獎名單 （页面存档备份，存于）（繁體中文）
- 國家電影中心圖書館-第四十七屆金馬獎頒獎典禮[永久]
- 時光網-第47届台湾电影金马奖 （页面存档备份，存于）